# المطايعة (أسلم)

تعديل مصدري - تعديل

المطايعة هي إحدى قرى عزلة أسلم اليمن بمديرية أسلم التابعة لمحافظة حجة، بلغ تعداد سكانها 97 نسمة حسب تعداد اليمن لعام 2004.